# Ghetto de Cehei
Le ghetto de Cehei fait partie des ghettos imposés par les nazis aux Juifs d'Europe occupée pendant la Seconde Guerre mondiale. Il se trouvait dans la ville de Somlyócsehi, du comitat de Szilágy ; ce territoire appartenait  de 1940 jusqu'en 1944 au Royaume de Hongrie à l'issue du second arbitrage de Vienne. Le ghetto était actif au printemps 1944, après l'opération Margarethe. Le lieu s'appelle à présent Șimleu Silvaniei, dans le județ de Sălaj, aujourd'hui en Roumanie.

## Histoire
D'après le recensement roumain de 1930, environ 14 000 Juifs vivaient dans le județ de Sălaj, mais ce nombre était descendu à 8 000 en 1944. En 1942 et 1943, les hommes juifs de 16 à 60 ans dans le comitat sont livrés aux travaux forcés sur le front de l'Est, à la frontière ukrainienne, ce qui explique le déclin de la population. Les personnes envoyées au ghetto sont donc des femmes, des enfants, des personnes âgées ou malades. La décision d'ouvrir le ghetto est prise lors d'une conférence qui s'est tenue à Szatmárnémeti (Satu Mare) le 26 avril ; y assistent diverses personnalités locales. L'ispán du comitat, le baron János Jósika, démissionne à l'instant où il prend connaissance des décisions prises à la conférence car il estime que l'opération est immorale et illégale. Son successeur, László Szlávi, envoyé par le gouvernement de Döme Sztójay, offre sa coopération entière à l'opération. Quand les personnalités quittent Szatmárnémeti (Satu Mare), des administrateurs locaux débattent pour fixer le lieu où se trouverait le ghetto.
À Szilágysomlyó (Șimleu Silvaniei), les Juifs sont raflés sous la direction d'István Pethes ; dans d'autres districts, les commandants de la rafle sont Ferenc Elekes, András Gazda et György Mariska. La persécution touche d'importantes communautés, comme celles de Tasnád (Tășnad) et Kraszna (Crasna). Les victimes juives sont forcées de vivre sur le terrain autour de l'usine de briques Klein à Somlyócsehi (Cehei), sur une zone marécageuse et boueuse qui se trouve à environ 5 kilomètres du centre de Szilágyosmlyó. Le ghetto enferme jusqu'à près de 8 500 prisonniers, y compris des Juifs de Kraszna, Szilágycseh, Zsibó, Szilágysomlyó, Alsószopor, Tasnád et Zilah.
Comme les abris de briques ne peuvent pas héberger toute la population, de nombreux prisonniers doivent vivre en extérieur. La garde du ghetto est assurée par une unité spéciale de gendarmerie dépêchée depuis Budapest et sous le commandement de Krasznai, homme connu pour sa cruauté. Il ne cesse d'infliger des humiliations aux Juifs et, à plusieurs reprises, les victimes sont forcées de gravir une colline et certains subissent des brutalités sauvages pour soutirer des informations sur l'emplacement de leurs biens de valeur. Ceux qui observaient les brutalités devaient aussi révéler ce qu'ils savaient.
Les conditions de vie au ghetto étaient si extrêmes que les détenus parvenaient tout juste à survivre pendant les trois ou quatre semaines qu'ils y ont passées. En raison des tortures et sévices physiques joint au manque de nourriture et d'eau, les Juifs de Szilágyság (Sălaj) parviennent à Auschwitz dans un état particulièrement misérable ; par conséquent, une proportion anormalement élevée d'entre eux sont assassinés dans les chambres à gaz dès leur arrivée. Les déportations de Cehei ont lieu par trois convois : le 31 mai (3 106 prisonniers), le 3 juin (3 161) et le 6 juin (1 584) ; au total, 7 851 victimes juives sont convoyées à Auschwitz,. Environ 1 200 ont survécu à la Shoah mais ont ensuite émigré de Roumanie. Aussi, dans les années 2000, le comitat compte moins de cinquante Juifs.